# Staré Město (district de Šumperk)
Pour les articles homonymes, voir Stare Mesto.
Staré Město (en allemand : Altstadt) est une ville du district de Šumperk, dans la région d'Olomouc, en Tchéquie. Sa population s'élevait à 1 724 habitants en 2023.

## Géographie
Staré Město se trouve à 21 km au nord de Šumperk, à 67 km au nord-nord-ouest d'Olomouc et à 180 km à l'est de Prague.
La commune est limitée par la Pologne au nord, par Ostruzna, Branná, Šléglov et Vikantice à l'est, par Jindřichov et Hanušovice au sud, et par Malá Morava et Dolní Morava à l'ouest.

## Histoire
La localité a été fondée au XIIIe siècle. Elle tire son ancien nom, Goldeck, des mines d'or et d'argent qui y étaient exploitées au Moyen Âge.

## Administration
La commune se compose de cinq sections :
- Chrastice
- Kunčice
- Nová Seninka
- Staré Město
- Stříbrnice

## Galerie

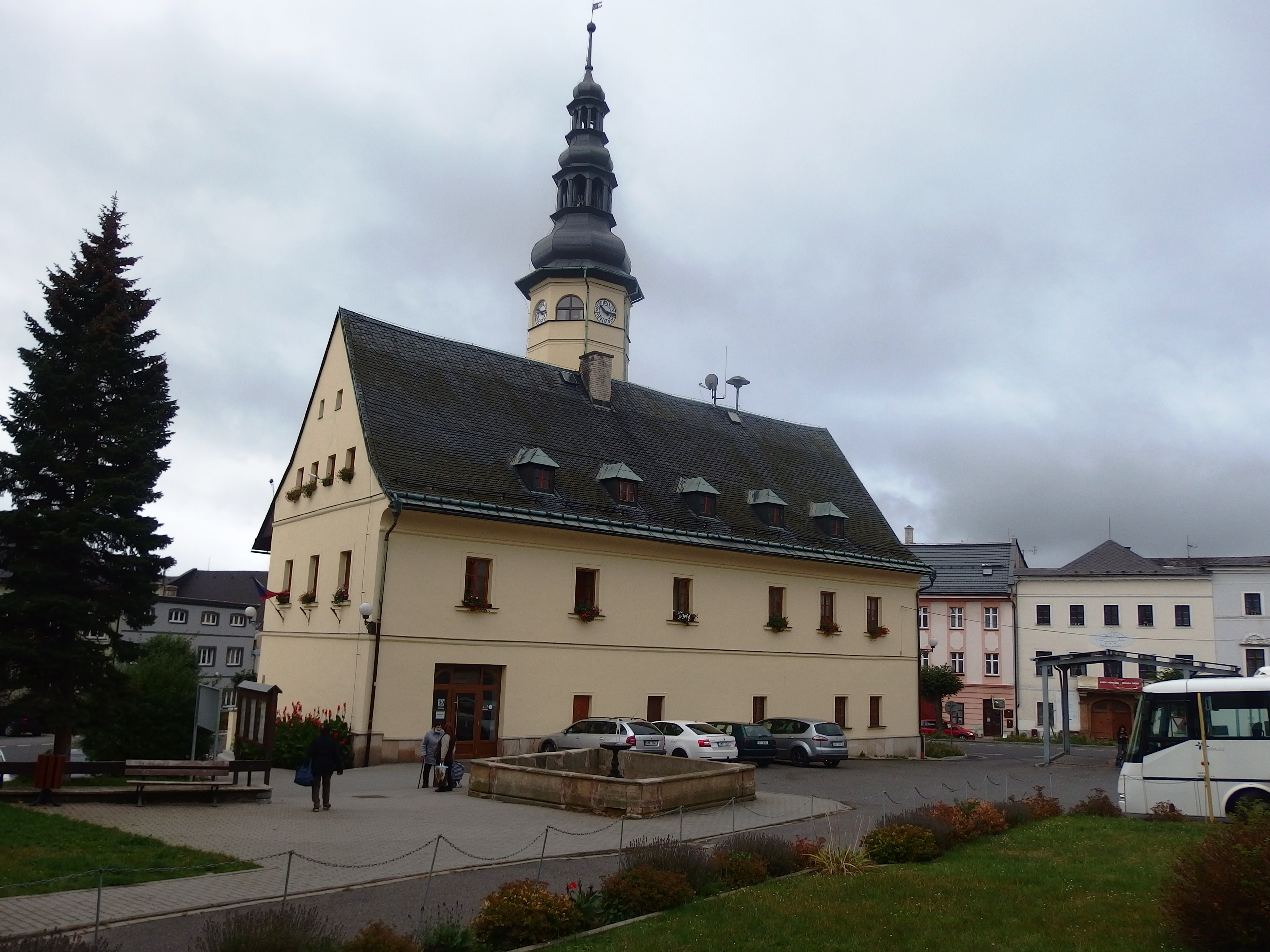
Hôtel de ville.
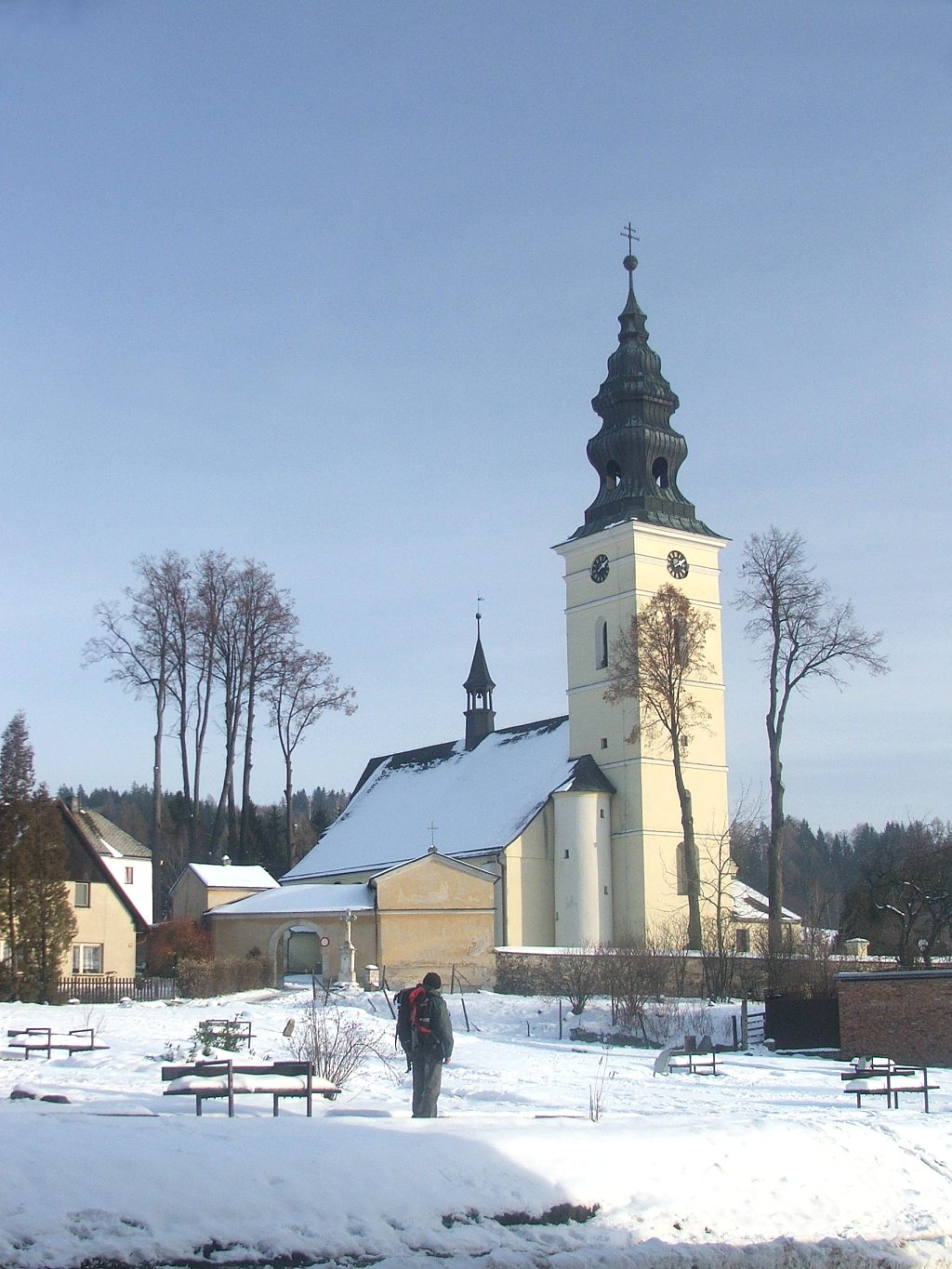
Église Sainte-Anne.
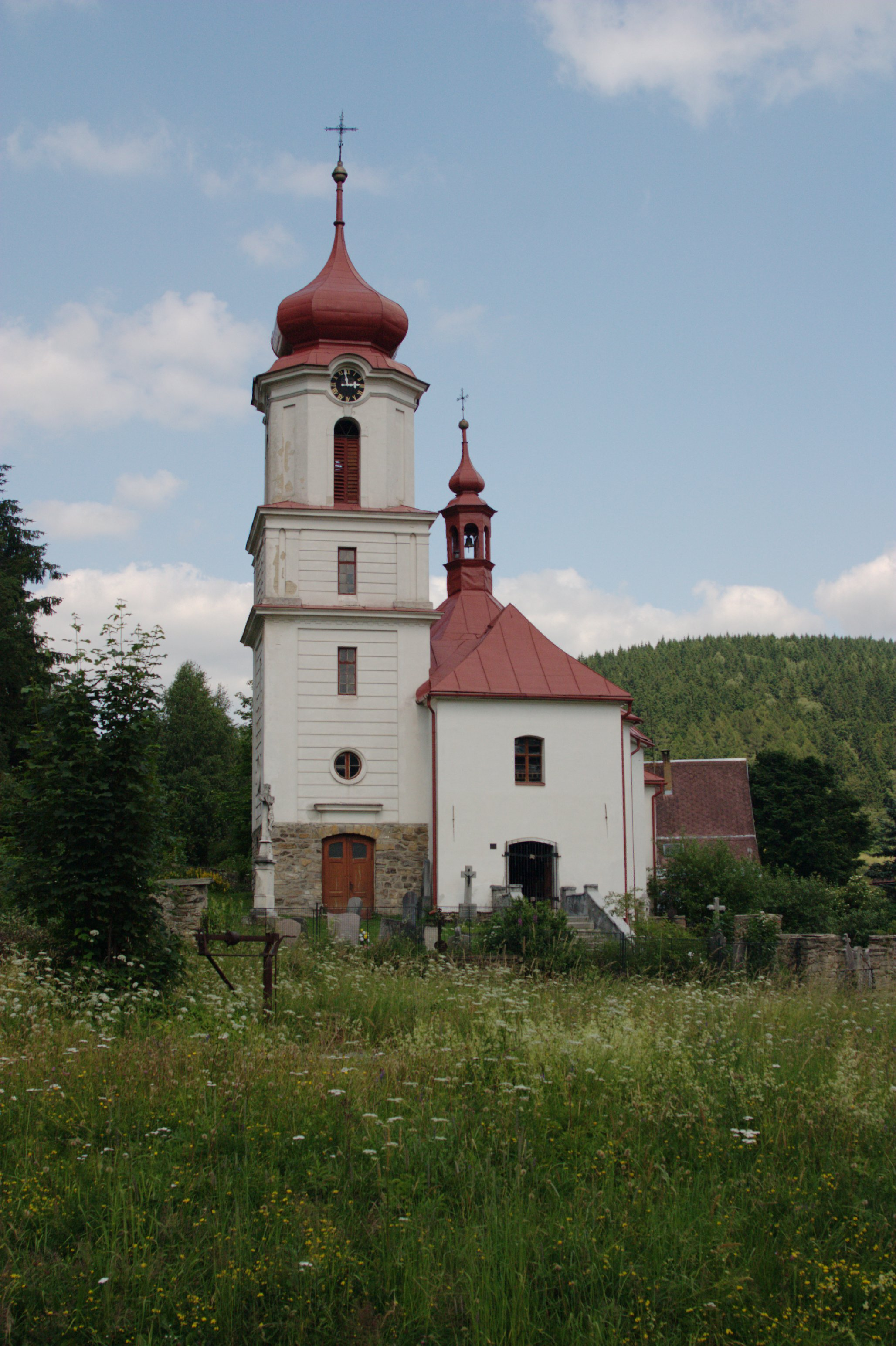
Église Saint-Jean-Baptiste.

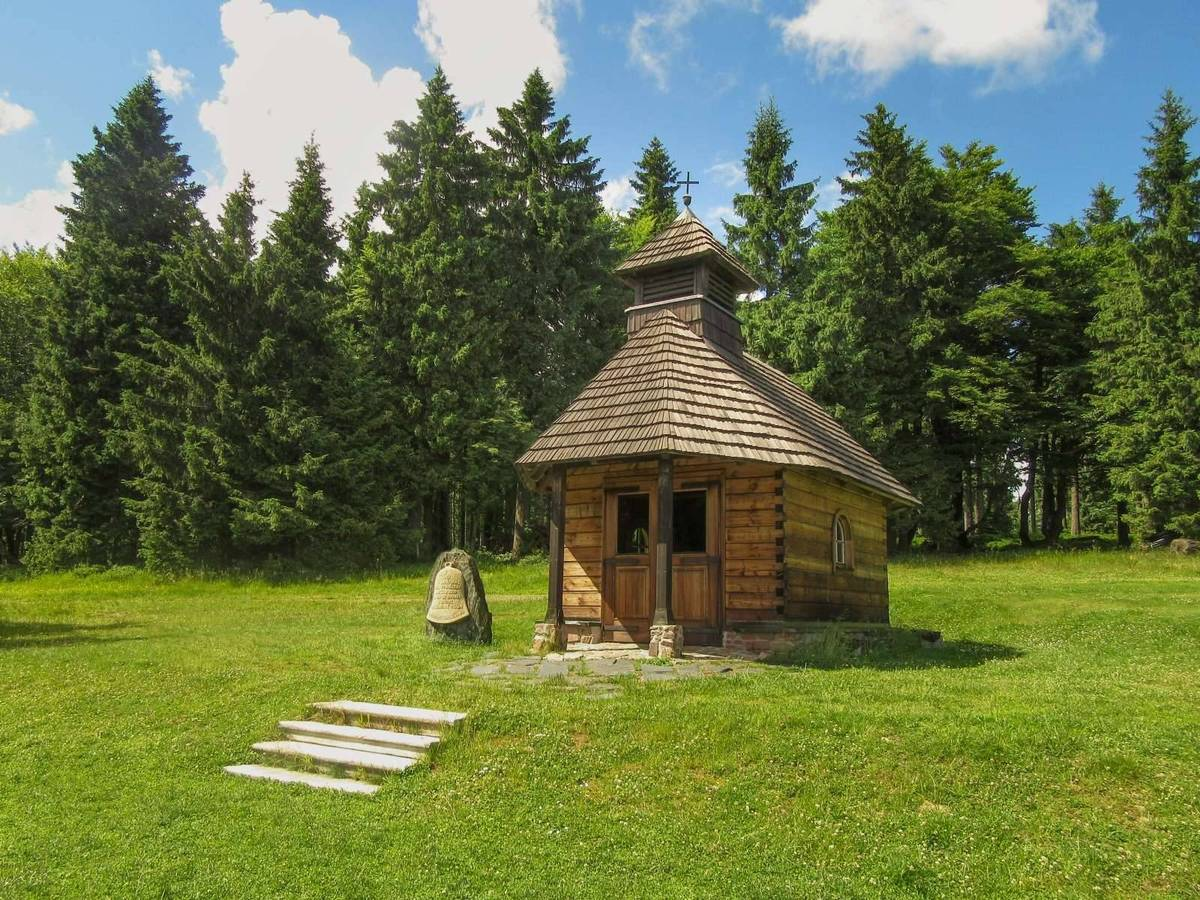
Chapelle de Saint-Christophe près de Velký Vrbno.
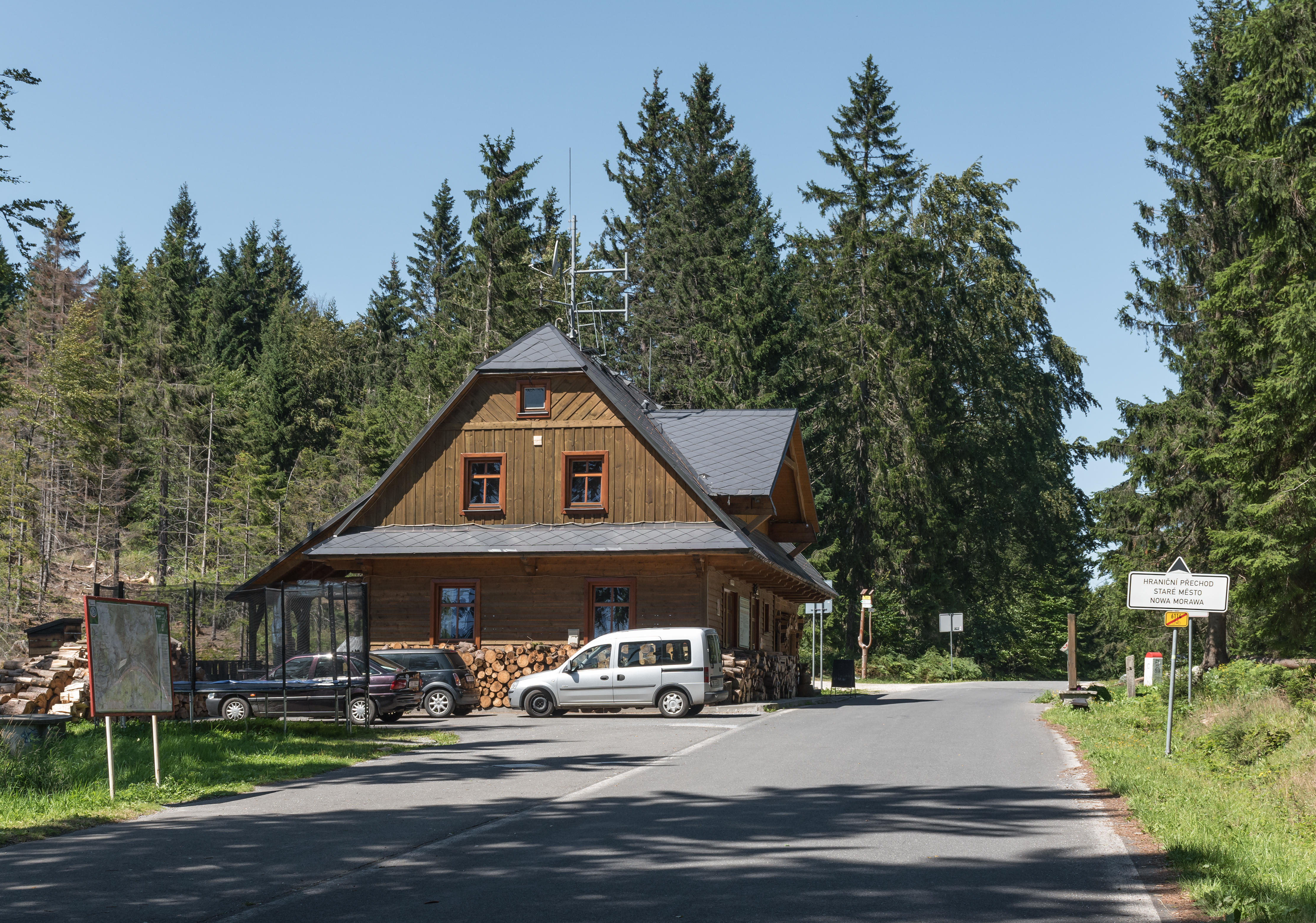
Poste frontalier Nowa Morawa–Staré Město.

## Transports
Par la route, Staré Město se trouve à 27 km de Šumperk, à 81 km d'Olomouc et à 216 km de Prague.

## Jumelage
- Stronie Śląskie (Pologne)